# Mike Tyson vs. Evander Holyfield
Mike Tyson vs. Evander Holyfield, também conhecida como Finalmente, foi uma luta de boxe profissional entre Evander Holyfield e Mike Tyson pelo Campeonato Mundial de pesos pesados da Associação Mundial de Boxe (WBA), que aconteceu no dia 9 de novembro de 1996 no MGM Grand Garden Arena em Paradise, Nevada. A luta foi a primeira defesa de Tyson do título da WBA que ele ganhou de Bruce Seldon em 7 de setembro daquele ano.
O árbitro que oficiou a luta foi Mitch Halpern. A luta foi promovida pela Don King Promotions e realizada em pay-per-view pela Showtime. A luta foi a primeira em que colocou os dois boxeadores um contra o outro e seria sucedida por uma revanche polêmica.

## A luta
Tyson iniciou a luta da sua maneira habitual: avançando com agressividade, acertando golpes contundentes no primeiro round. Mas a partir do segundo assalto, as coisas começaram a ficar diferentes pro então campeão. A grande preocupação de Holyfield durante a luta era não deixar que Tyson o levasse para as cordas, toda a vez que isso acontecia, ele se virava rapidamente para sair. No terceiro round, Holyfield encurralou seu oponente. Como Tyson só golpeava andando pra frente, Holyfield o segurava no clinch e o empurrava para abrir distancia para melhor trabalhar os jabs e contragolpes. E assim foi até os dois últimos rounds, quando um Mike Tyson (já exausto) não aguentou a sequência de socos e foi nocauteado em pé.